# Sormidomorpha unicolor
Sormidomorpha unicolor là một loài bọ cánh cứng trong họ Cerambycidae.